# 國際奧委會第117屆全體會議
國際奧林匹克委員會第117屆全體會議（英語：117th International Olympic Committee Session）于2005年7月6日至7月9日在新加坡举行，116名国际奥委会委员出席此次会议。
此次会议的重要议题包括:
- 选举2012年夏季奥林匹克运动会的主办城市。
- 取消了棒球、壘球等單項運動作為奧運会比賽項目。